# Vigny (Mosela)
Vigny é uma comuna francesa na região administrativa de Grande Leste, no departamento de Mosela. Estende-se por uma área de 5,83 km². Em 2010 a comuna tinha 381 habitantes (densidade: 65,4 hab./km²).